# Kraftwerk Edéa
Das Kraftwerk Edéa ist ein Wasserkraftwerk in Edéa, Region Littoral, Kamerun, das am Sanaga gelegen ist. Das Kraftwerk ist im Besitz von Eneo und wird auch von Eneo betrieben.

## Geschichte
Im Jahre 1948 wurde das Unternehmen Energie Electrique du Cameroun (ENELCAM) gegründet, das mit der Errichtung des Kraftwerks Edéa beauftragt wurde. Das Kraftwerk ging 1953 mit den ersten beiden Maschinen (jeweils maximal 11 MW Leistung) in Betrieb.
Von 1955 bis 1958 wurde eine weitere Maschinenhalle (Edéa II) errichtet, in der sechs Maschinen mit jeweils 20,8 MW Leistung installiert wurden. Eine zusätzliche Maschine mit 11 MW Leistung wurde in der ursprünglichen Maschinenhalle (Edéa I) installiert. Diese Erweiterung diente der Versorgung der in unmittelbarer Nachbarschaft liegenden Aluminiumhütte von ALUCAM.
Von 1966 bis 1976 wurde dann die dritte Maschinenhalle (Edéa III) errichtet, in der weitere fünf Maschinen mit jeweils 20,8 MW Leistung installiert wurden.

## Kraftwerk
Das Kraftwerk Edéa verfügt mit insgesamt 14 Maschinen über eine installierte Leistung von 264 (bzw. 276) MW. Es ist nach dem Kraftwerk Song Loulou das zweitgrößte Wasserkraftwerk in Kamerun.
Bei drei Maschinen des Kraftwerks handelt es sich um Francis-Turbinen, von denen jede maximal 16,4 MW leistet. Die Andritz AG wurde 2008 vom damaligen Eigentümer AES Sonel beauftragt, diese drei Maschinen zu erneuern. Dabei wurden u. a. die ursprünglichen Kaplan-Turbinen durch Francis-Turbinen ersetzt, wodurch eine Leistungssteigerung zwischen 33 und 44 % erzielt werden konnte.
Bei den übrigen Maschinen handelt es sich um Kaplan-Turbinen, von denen sechs jeweils maximal 21,9 MW und die restlichen fünf jeweils 20 MW leisten.